# Domino's Pizza

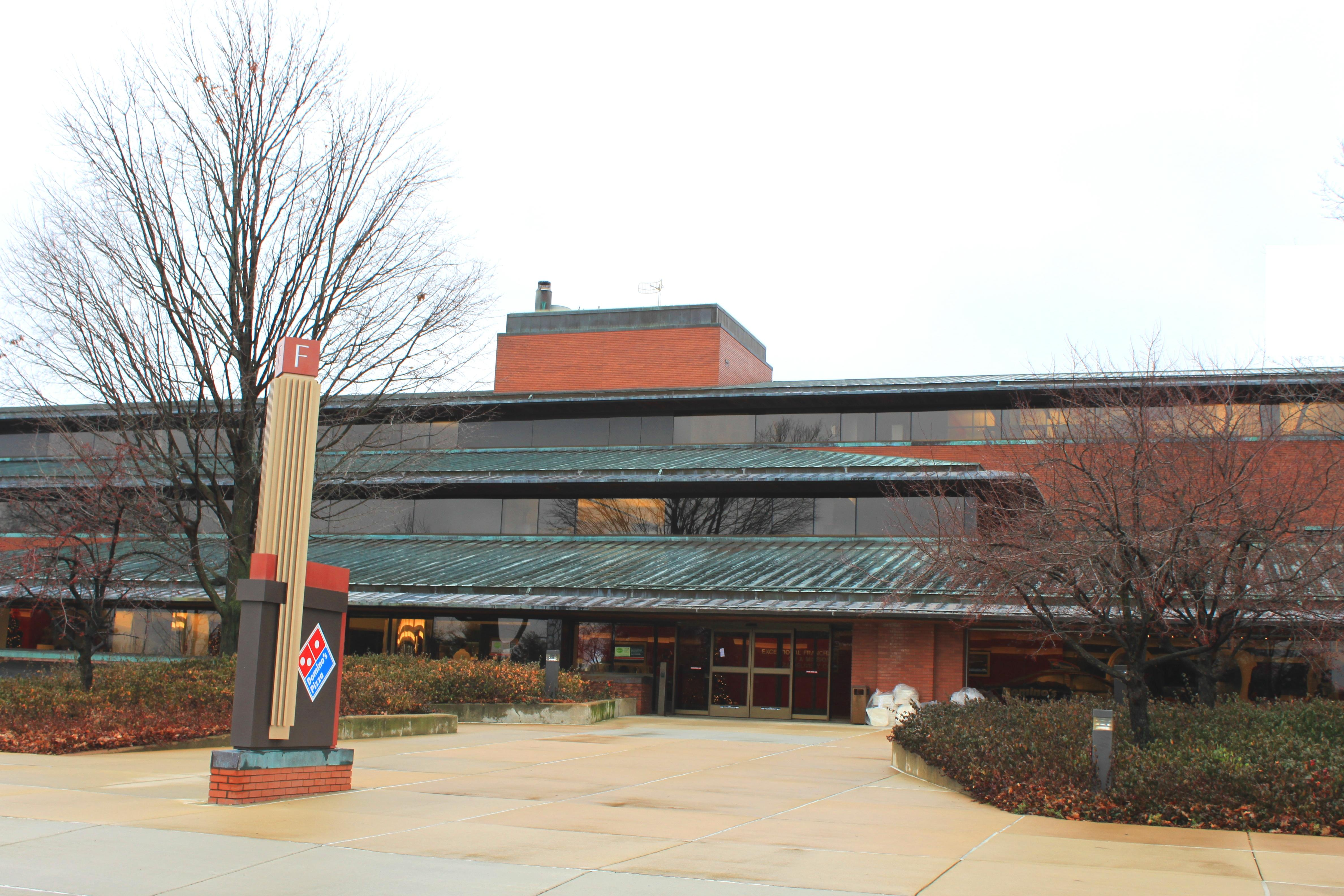
Siège de Domino's Pizza.

Domino's Pizza est une multinationale américaine de la restauration rapide spécialisée dans la préparation et la livraison de pizza.
Fondée en 1960 par Tom Monaghan, elle compte aujourd'hui plus de 17 000 points de vente dans soixante pays dont 450 Domino's en France et plus de trente en Belgique. 6 686 points de vente, dont 6 400 franchisés et 286 détenus en propre ;
Depuis juillet 2004, elle est cotée au New York Stock Exchange (NYSE) sous le symbole « DPZ ».
Son siège se situe à Ann Arbor dans le Michigan.

## Histoire

### Origine
En 1960, Tom Monaghan et son frère James achètent un magasin de livraison de pizzas « DomiNick's », implanté à Ypsilanti, dans l'État du Michigan aux États-Unis. Cinq ans plus tard, Tom Monaghan, propriétaire unique, rebaptise sa société « Domino's Pizza, Inc ».
À l’origine, un point devait être ajouté sur le logo Domino à chaque nouvelle ouverture d’un point de vente… mais cette idée a vite été oubliée à la suite du succès et de l’expansion rapide de Domino’s Pizza. Les trois points représentent donc les trois premiers points de vente ouverts en 1969.
Dans les années 1980, Domino's Pizza décentralise ses opérations en ouvrant son premier magasin à l'international à Winnipeg dans le Manitoba au Canada. Depuis, la compagnie a continué de s'agrandir et possède actuellement plus de 11 000 magasins dont plus de 5 000 aux États-Unis.
En 1990, la marque se fit connaître en particulier lorsqu'elle apparut dans le film Les Tortues Ninja et en 1985 grâce au film Les Goonies. En 1998, Tom Monaghan, fondateur de Domino's Pizza, annonce son départ à la retraite et revend 93 % de sa société à Bain Capital.

### Domino's Pizza France

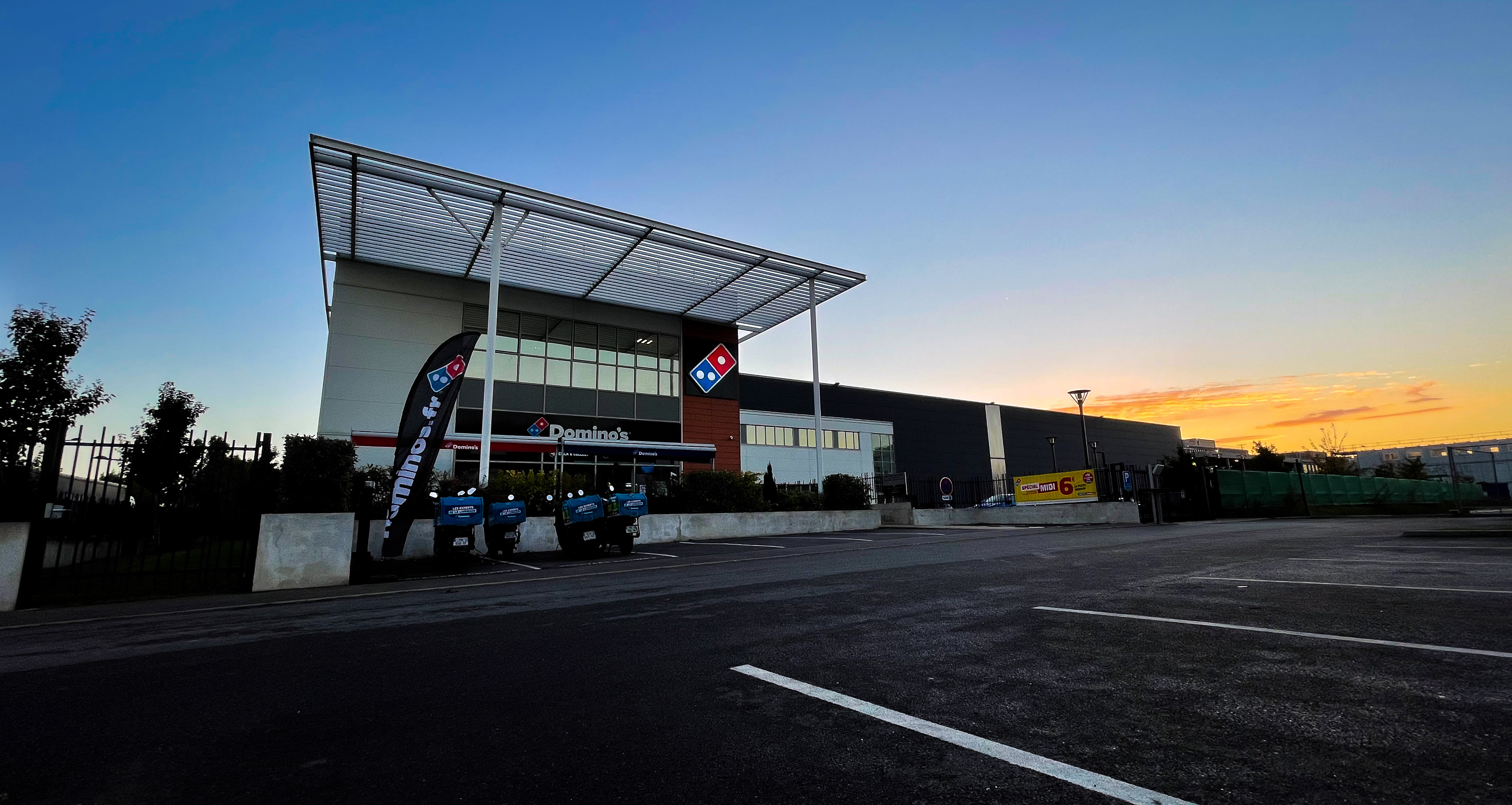
Siège Domino's Pizza France à Gennevilliers

Domino’s Pizza possède deux centres de production (à Gennevilliers et à Vertou) pour sa pâte fraîche et pour la logistique des produits alimentaires et non alimentaires assurant ainsi l’approvisionnement de l’ensemble du réseau deux fois par semaine au minimum.

#### Histoire
En 1989, Domino's Pizza s'implante en France. Il commence le développement de son réseau de franchisés en 1993.
En 2004, Domino's Pizza, détenu alors par Domino's Pizza France (DPF), acquiert les quatorze points de vente Télépizza. En 2006, le master-franchisé australien Domino's Pizza Enterprises (DPE) acquiert Domino’s Pizza France, Belgique et Pays-Bas.
En 2007, Domino's Pizza possède 121 points de vente en France, chiffre qui passe à 142 magasins en 2008, puis à 156 en 2009, à 180 en 2010. En 2008, Domino's Pizza lance sa première campagne de publicité en télévision en France.
En 2011, Domino’s Pizza France consolide sa position de leader avec 196 points de vente en France et confirme une croissance de ses ventes. Les ventes de la chaîne de pizza livrée et à emporter ont progressé de 7,4 % à périmètre constant par rapport à 2010. Le chiffre d’affaires de Domino’s Pizza France a progressé de 16 % à périmètre courant avec 767 740 euros de chiffre d’affaires moyen pour les points de vente franchisés ayant plus d’un an d’existence.
En 2012, Domino's Pizza a ouvert vingt-trois nouveaux restaurants en France, portant son réseau à 214 points de vente au mois de novembre. Le chiffre d’affaires de l’enseigne a enregistré une progression de 3,74 % (hors taxes) au premier semestre 2012, à périmètre constant. À surface évolutive, l'enseigne estime cette progression à 10,5 % sur les six premiers mois de l'exercice. Leader en France sur ce marché, Domino's Pizza (Chiffre d'affaires de 141 millions d'euros en 2011) emploie 3 920 salariés.
En 2013, les relations se tendent entre le franchiseur Domino's Pizza en France et ses franchisés
En octobre 2015, Domino's Pizza acquiert pour 35 millions d'euros, Pizza Sprint, entreprise qui possède douze magasins en plus d'un réseau de 77 points de vente en franchise, le tout essentiellement dans l'ouest de la France. Au moment de cette acquisition, Domino's Pizza possède 262 points de vente en France pour plus de 4 000 salariés.
En avril 2016, à la suite d'un accord avec la Ligue de football professionnel, Domino's Pizza devient le sponsor principal du Championnat de France de football de Ligue 2, ainsi renommé « Domino's Ligue 2 » à partir de la saison 2016-2017 et pour une durée de quatre ans.
En novembre 2021, Domino's Pizza France lance officiellement l'affichage du Nutri-Score sur ses produits.

### Autres pays

Implantation de Domino's pizza dans le monde en 2022

En 2018, Domino's Pizza a dû arrêter prématurément une campagne promotionnelle en Russie à cause de son succès inattendu. L'opération consistait à offrir cent pizzas par an aux clients qui acceptaient de se faire tatouer le logo de la marque et de se faire photographier sur les réseaux sociaux.
En 2022, Domino's Pizza quitte le marché italien après 7 années de présence, n'étant pas parvenu à concurrencer l'offre locale.

## Actionnaires
Liste des principaux actionnaires au 20 octobre 2019.
| Bain Capital Private Equity   | 19,9% |
| Capital Research & Management | 10,9% |
| Trian Fund Management         | 10,1% |
| Copper Arch Capital           | 9,39% |
| The Vanguard Group            | 9,02% |
| Glenhill Capital Advisors     | 7,52% |
| Scout Capital Management      | 6,39% |
| Renaissance Technologies      | 5,65% |
| Cedar Rock Capital            | 5,20% |
| Lone Pine Capital             | 5,03% |

## Innovations
Domino's Pizza fut à l'origine de nombreuses innovations dans l'industrie de la pizza : 
- utilisation maintenant standard de boîtes de livraison en carton ondulé [réf. nécessaire]
- logistique moderne et centralisée d'ingrédients [réf. nécessaire]
- la Heat Wave (un sac électrique portatif pour conserver la pizza chaude pendant la livraison) [réf. nécessaire]
- la mise en place de bornes de rechargement pour scooters électriques[10]
- le premier prototype de robot livreur de pizza[11]

Début 2021, au Royaume-Uni, Domino's Pizza teste un nouveau bouton[Quoi ?] qui permet de se faire livrer une pizza prédéfinie.

## Dans la culture populaire

### Au cinéma
- Apparaît en 1985 à la fin du film Les Goonies.
- Dans le film Les Tortues Ninja en 1990. La pizza qui se fait livrer aux tortues est une Pizza de Domino's Pizza. Le film rendra populaire Domino's Pizza.